# Луганська обласна організація НСПУ
Луганська обласна організація Національної спілки письменників України

## Історія
Створена 15 квітня 1965 року. До того часу письменники Луганщини перебували на обліку Донецькій обласній організації. Працювали у той час в краї Микола Упеник, Павло Безпощадний, при газеті «Ворошиловградська правда» діяло літературне об'єднання. Саме ті письменники повоєнних часів, Микита Чернявський, Степан Бугорков, Тарас Рибас, Іван Савич, Василь Горяїнов, Федір Вольний, Михайло Яременко, Ольга Холошенко, Геннадій Довнар, заклали фундамент новоствореного осередку. Першим очільником став Тарас Рибас.
З часом обласна організація письменників розросталася. До її лав були прийняті поети із Старобільська Іван Світличний та Владислав Титов, автор популярної в СРСР повісті «Всем смертям назло». До Сєвєродонецька приїхав і почав керувати літературним об'єднанням Йосип Курлат. Після тривалої перерви, викликаної репресіями у 30-ті роки, знову повернувся до літературного життя Юрій Спілко. А також у 70-ті до лав доєдналися Веніамін Мальцев, Микола Малахута, Іван Низовий, Микола Погромський, Анатолій Романенко, Михайло Пєсєнка, Валерій Полуйко, Андрій Медведенко, літературознавець Борис Бєляєв.
Від Луганщини лауреатами державної премії ім. Т. Г. Шевченка ставали Володимир Сосюра, Григір Тютюнник, Іван та Надія Світличні, Герой України Микола Руденко, а також Владислав Титов та Василь Голобородько.
До 2000 року в лавах перебували до 35 професійних літераторів. Пропагуванню творчості письменників Луганщини сприяли численні літературні свята, читання, конференції, серед яких найбільш популярними були Сосюринські читання, Дні літератури на Луганщині (1985), Тютюнниківські та Грінченківські читання кінця 80-90-х років, Міжнародні Шевченківські свята в 1998 та 2017 роках.
Регрес привнесла війна. З 2014 року деякі орієнтовані на «російський світ» літератори, і серед них тодішній керманич обласної спілки Андрій Медведенко, стали колаборантами. Організація втрачала на сили. Письменники роз'їхалися з деградуючого Донбасу. У вересні 2017 року в Сєвєродонецьку пройшли звітно-виборчі збори, де обрано правління: головою був обраний Олексій Неживий, відповідальним секретарем — Світлана Талан. На 1 жовтня 2018 року в обласній організації налічувалось 25 членів НСПУ. Тоді ще переймалися отриманням офіційного статусу тимчасово переміщеної юридичної особи і фінансуванням з обласного бюджету, а також створенням власного літературно-публіцистичного періодичного видання. Постало питання про перереєстрацію організації.
|                                           | Про ситуацію в Луганській ОО доповідала в.о. голови Луганської ОО Ганна Гайворонська. Беручи до уваги форс-мажорні обставини, які склалися в Луганській ОО, зокрема, повну відсутність відповідної документації і печатки (все це забрав з собою А. Медведенко, який до 2014 року очолював цю організацію, і який нині мешкає на тимчасово окупованій території України), Правління ухвалило рішення ліквідувати Луганську обласну організацію НСПУ. Правління своїм рішенням сформувало ліквідаційну комісію на чолі з відповідальним секретарем НСПУ М.Гриценком. Доручено готувати необхідну документацію для реєстрації нової Луганської обласної організації НСПУ. |
| — З рішення Правління НСПУ від 12.03.2020 | |

З 2022 року, коли майже уся Луганська область потрапила під російську окупацію, спілчанський осередок наразі фактично перебуває в екзилі, а його письменники стали вимушеними пересенцями. Підозру у колабораціонізмі з окупантами отримав письменник Сергій Кривоніс.

## Список членів організації
| Склад | Склад                           | Склад            | Склад      |
| №     | ПІБ                             | Набуття          | Припинення |
| ----- | ------------------------------- | ---------------- | ---------- |
| 1     | Рибас Тарас Михайлович          | 1965             | 1977       |
| 2     | Чернявський Микита Антонович    | 1977             | 1983       |
| 3     | Довнар Геннадій Станіславович   | 1983             | 1988       |
| 4     | Ночовний Микола Васильович      | 1988             | 1990       |
| 5     | Стрельник Леонід Петрович       | 1990             | 1992       |
| 6     | Низовий Іван Данилович          | 1992             | 1998       |
| 7     | [[]]                            | 1998             | 2004       |
| 8     | Медведенко Андрій Юхимович      | 2004             | 2015       |
| 9     | Гайворонська Богдана Михайлівна | 2015             | 2018       |
| 10    | Неживий Олексій Іванович        | 2018             | 2019       |
| 11    | Гайворонська Ганна Андріївна    | з листопада 2019 |            |

| Члени організації | Члени організації                       | Члени організації | Члени організації                        |
| №                 | ПІБ                                     | Вступ             | Вибуття                                  |
| ----------------- | --------------------------------------- | ----------------- | ---------------------------------------- |
| 1                 | Бердецька Інна Анатоліївна              | 21.11.2000        |                                          |
| 2                 | Білик (Бєлік) Олександр Миколайович     | 16.01.1997        | ????                                     |
| 3                 | Боярчук Дмитро Іванович                 | 21.03.1996        | ХХ.ХХ.ХХХХ                               |
| 4                 | Гайворонська Богдана Михайлівна         | 07.02.2011        |                                          |
| 5                 | Гайворонська Ганна Андріївна            | 28.12.1988        |                                          |
| 6                 | Галич Володимир Андрійович (Туман)      | 27.10.2016        | ХХ.ХХ.ХХХХ                               |
| 7                 | Гарбуз Сергій Володимирович             | 17.01.1995        | ????                                     |
| 8                 | Голобородько Василь Іванович            | 28.12.1988        |                                          |
| 9                 | Дейнегіна Тетяна Олександрівна          | 19.11.1982        |                                          |
| 10                | Довнар Геннадій Станіславович           | 03.04.1964        | 18.12.2008                               |
| 11                | Долженко Олександр Георгійович          | 24.12.2003        | 22.07.2017                               |
| 12                | Донич Іван Васильович                   | 21.03.1995        | ХХ.ХХ.ХХХХ                               |
| 13                | Захаров Яків Іванович                   | 1970              | 17.07.2006                               |
| 14                | Коміна Валентина Василівна              | 29.12.2022        |                                          |
| 15                | Кошель (Половинко) Надія Іванівна       | 18.05.1999        | ????                                     |
| 16                | Кремінський Ярослав Миколайович         | 21.05.1995        | 06.06.2014                               |
| 17                | Кривоніс Сергій Іванович                | 17.02.1998        | виключений у вересні 2022 за колаборацію |
| 18                | Кряжич Ольга Олександрівна              | 29.12.2022        |                                          |
| 19                | Кудінова (Стрижаченко) Ольга Вікторівна | 27.10.2016        |                                          |
| 20                | Листопад (Нікітіна) Антоніна Іванівна   | 19.03.1991        |                                          |
| 21                | Литвинова Тетяна Олександрівна          | 11.12.1984        |                                          |
| 22                | Лосєв Станіслав Іванович                | 16.05.1995        |                                          |
| 23                | Лук'янчук Раїса Федорівна               | 16.11.1990        | ХХ.ХХ.ХХХХ                               |
| 24                | Малахута Микола Данилович               | 16.03.1971        | з Київської МО                           |
| 25                | Медведенко Андрій Юхимович              | 18.11.1977        | виключений за колаборацію                |
| 26                | Меркур'єв Валентин Михайлович           | 30.05.1983        | 10.95.2016                               |
| 27                | Неживий Олексій Іванович                | 30.09.1997        | 17.06.2019                               |
| 28                | Низовий Іван Данилович                  | 14.04.1972        | 30.09.2011                               |
| 29                | Ночовний Микола Васильович              | 30.05.1980        |                                          |
| 30                | Оробцова (Сорока) Лідія Олексіївна      | 27.10.2016        |                                          |
| 31                | Омельченко Сергій Борисович             | 04.04.2000        | ????                                     |
| 32                | Орленко Олег Борисович                  | 09.12.1997        | 25.05.2008                               |
| 33                | Пєсенка Михайло Іванович                | 18.11.1977        | ХХ.ХХ.ХХХХ                               |
| 34                | Півень Олексій Володимирович            | 06.06.2000        | ????                                     |
| 35                | Половинко Григорій Григорович           | 27.03.1984        | 06.05.2020                               |
| 36                | Полуйко Валерій Васильович              | 27.11.1975        | ХХ.ХХ.ХХХХ                               |
| 37                | Пустовіт Ганна Анатоліївна              | 19.09.2000        | ????                                     |
| 38                | Радченко Олександр Віталійович          | 19.09.1995        | ????                                     |
| 39                | Романенко Анатолій Семенович 1938-2004  | 1973              | ХХ.ХХ.2004                               |
| 40                | Рудов Євген Сергійович                  | 19.05.2011        | ????                                     |
| 41                | Самарцева Олександра Антонівна          | 26.06.1993        |                                          |
| 42                | Світличний Іван Михайлович              | 11.05.1967        | 01.01.2014                               |
| 43                | Сенчило Микола Єлисейович               | 14.09.2004        | ХХ.ХХ.ХХХХ                               |
| 44                | Слободянюк Борис Гаврилович             | 30.06.2005        | 04.06.2016                               |
| 45                | Старун (Старунов) Василь Володимирович  | 26.12.1990        | ????                                     |
| 46                | Стрельник Леонід Петрович               | 31.05.1979        | 01.12.2017                               |
| 47                | Талан Світлана Олегівна                 | 05.10.2014        |                                          |
| 48                | Тютюнник Микола Григорович              | 28.10.1988        |                                          |
| 49                | Холошенко Ольга Францівна 1923-2009     | 1961              | ХХ.ХХ.2009                               |
| 50                | Шевченко Олександр Андрійович           | 26.05.1993        | ХХ.ХХ.ХХХХ                               |
| 51                | Шкурай Іван Васильович                  | 13.06.1995        | 17.06.2014                               |